# Dorfkirche Schmargendorf (Berlin)

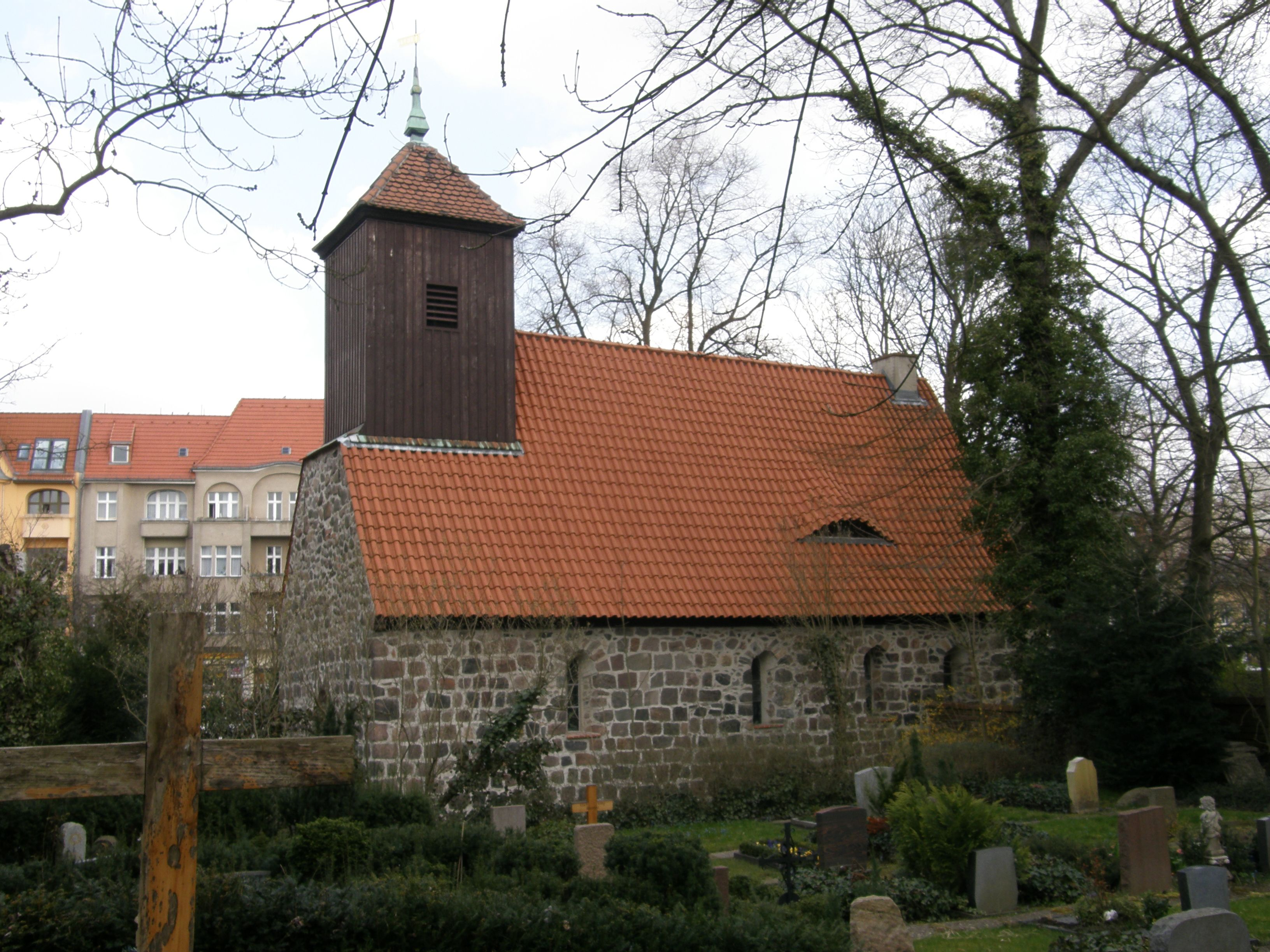
Dorfkirche Schmargendorf

Die Dorfkirche Schmargendorf ist die Kirche der evangelischen Gemeinde Alt-Schmargendorf. Sie befindet sich im Berliner Ortsteil Schmargendorf des Bezirks Charlottenburg-Wilmersdorf an der Ecke Breite Straße und Kirchstraße. Die Kirche stammt aus dem Ende des 13. Jahrhunderts und war bis 1929 die einzige Kirche Schmargendorfs. Mit einer Grundfläche von 66 Quadratmetern und Platz für etwa 80 Personen ist sie die kleinste der erhaltenen Berliner Dorfkirchen. In direkter Nachbarschaft zur Kirche befindet sich der Friedhof Alt-Schmargendorf.

## Geschichte

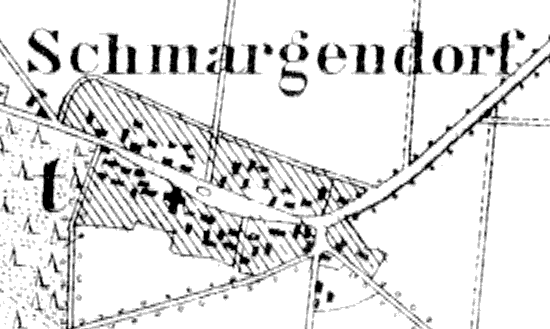
Plan von Schmargendorf um 1885; direkt südlich des Teiches in der Angermitte befindet sich die Dorfkirche

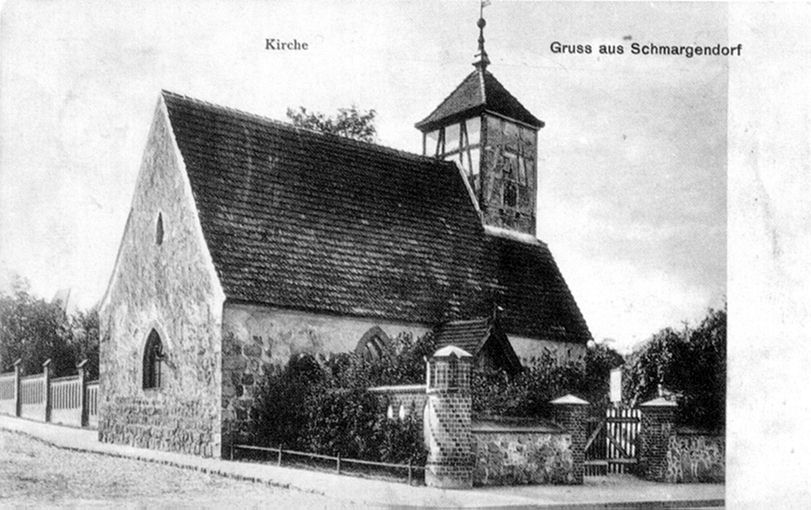
Ansicht der Dorfkirche, um 1908

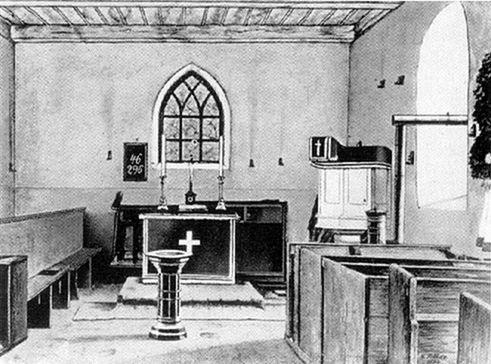
Innenraum um 1890

Bauunterlagen über die Errichtung der Dorfkirche Schmargendorf existieren nicht mehr. Der Bau wurde gegen 1280 begonnen. Die Südostecke der Kirche fluchtet aus dem sonst regelmäßigen Grundriss. Ihre untere Hälfte unterscheidet sich vom übrigen Mauerwerk durch ihre sorgfältigere Quaderung, die für das 13. Jahrhundert typisch ist. In ihr ist der erste Bauabschnitt zu sehen. Das Gebäude ist ein frühgotischer 16 Meter × 7,8 Meter großer Rechtecksaal aus Feldsteinen. Bis zur Traufhöhe bestehen die Mauern aus Quadern, im Westgiebel aus unbehauenen Feldsteinen. Bedeckt war der Raum von einem einfachen, steilen Satteldach.
Der Gottesdienst in der Kirche war die lateinische Messe der Römisch-katholischen Kirche. Mit der Reformation wandte sich am 1. November 1539 der brandenburgische Kurfürst Joachim II. dem Protestantismus zu, womit auch die Bauern und ihre Dorfkirche protestantisch wurden.
Während der Zeit des Dreißigjährigen Krieges starben sieben Mitglieder der Familie von Wilmersdorff, der zu dieser Zeit das Dorf Schmargendorf gehörte. Sie wurden in der Dorfkirche beigesetzt. Die Särge der Verstorbenen wurden 1937 bei Installationsarbeiten für eine Heizung wiederentdeckt, die historisch wertvollen Funde in Form von Grabbeigaben und Schmuckstücken dem Märkischen Museum übergeben. Noch heute erinnert eine Tafel im Kircheninneren an die dort beigesetzten Hans und Eva von Wilmersdorf sowie deren Sohn.
Erst im Jahr 1831 erhielt der Bau auf seinem westlichen Giebel einen kleinen Dachreiter in Fachwerkbauweise, der seit 1957 mit Brettern verkleidet ist. Die zwei Glocken darin stammen aus dem 14./15. Jahrhundert. Eine der Glocken ist eine sogenannte „Cum-Pace-Glocke“: Sie trägt die lateinische Inschrift O rex glorie Christie veni cum pace (‚Oh König der Herrlichkeit Christus komme mit Frieden‘).
Im 19. Jahrhundert kam auch das erste Gestühl in die Kirche – bis dahin wurde während des Gottesdienstes gestanden und beim Beten gekniet.
Ende des 19./Anfang des 20. Jahrhunderts war die Kirche starken Umgestaltungen unterworfen. 1895 baute der Baumeister Heinrich Otto Hoffmann aus dem benachbarten Friedenau ein Tonnengewölbe in den Kirchenraum, verlegte den Eingang an die Nordseite und vergrößerte einige Fenster. Im Innenraum wurde ein großer Flügelaltar aufgestellt. Die Veränderungen wurden jedoch als unglücklich betrachtet und bereits 1937 bis 1939 stellte man unter Leitung von Gustav Wolf und nachfolgend von Walter Peschke den originalen frühgotischen Zustand des Bauwerkes wieder weitestgehend her. Der Innenraum erhielt schlichte Einbauten – Altar, Kanzel und Taufbecken. Es wurde wieder eine flache Holzbalkendecke angelegt, die der Kirchenmaler Paul Thol mit ovalen Bildern aus dem Leben des Heilands sowie Blumen, Vögeln und christlichen Symbolen im Stil der Bauernmalerei schmückte. Diese Malereien sind im Laufe der Jahre stark verblasst und nur noch schattenartig wahrnehmbar. Das barocke Kruzifix aus der Zeit um 1700 erhielt die Kirche aus den Depotbeständen des Märkischen Museums im Tausch gegen die bereits erwähnten Grabbeigaben. Reste der Umbauten, wie der vermauerte Nordeingang, sind jedoch noch sichtbar. Auch die Holzkonstruktion für das Tonnengewölbe ist im Dachstuhl noch sichtbar.
Im Jahr 1970 erhielt die Dorfkirche eine neue Orgel des Orgelbauers Dieter Noeske mit 14 Registern, die am 20. Dezember 1970 eingeweiht wurde. Ihre Disposition kann in der Orgel-Databank eingesehen werden. Die ausgebaute Potsdamer Schuke-Orgel wurde im Gemeindesaal wieder aufgebaut und wird dort weiter genutzt.
In den Jahren 1990 bis 1992 fand eine umfangreiche Restaurierung der Kirche statt, die jedoch hauptsächlich erhaltenden Charakter hatte und das Erscheinungsbild der Kirche nicht beeinflusste.

## Umfeld

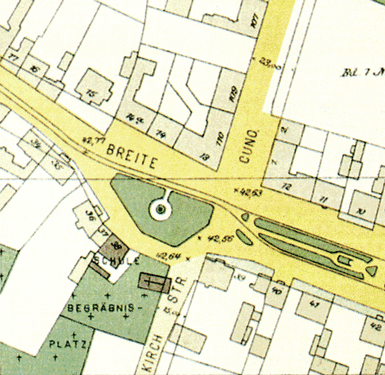
Dorfanger mit Kirche, Schule und Kaiserdenkmal um 1907

Die Dorfkirche Schmargendorf wurde in der Mitte des Straßenangerdorfes errichtet. Sie befand sich jedoch nicht, wie sonst bei märkischen Dörfern meist üblich, in der Angermitte, sondern in der südlichen Randbebauung. Vor der Kirche befand sich der Löschwasserteich des Dorfes. 1896 wurde der Teich zugeschüttet und eine kleine Grünanlage gestaltet, in deren Zentrum ein von Hans Arnoldt gestaltetes Denkmal für Kaiser Wilhelm I. aufgestellt wurde. Die feierliche Einweihung des Denkmals fand am 10. Mai 1896 statt.
Der Großteil der Grünanlage mit dem nicht mehr als zeitgemäß erachteten Denkmal ist der Verbreiterung der Fahrbahnen in der Nachkriegszeit gewichen.

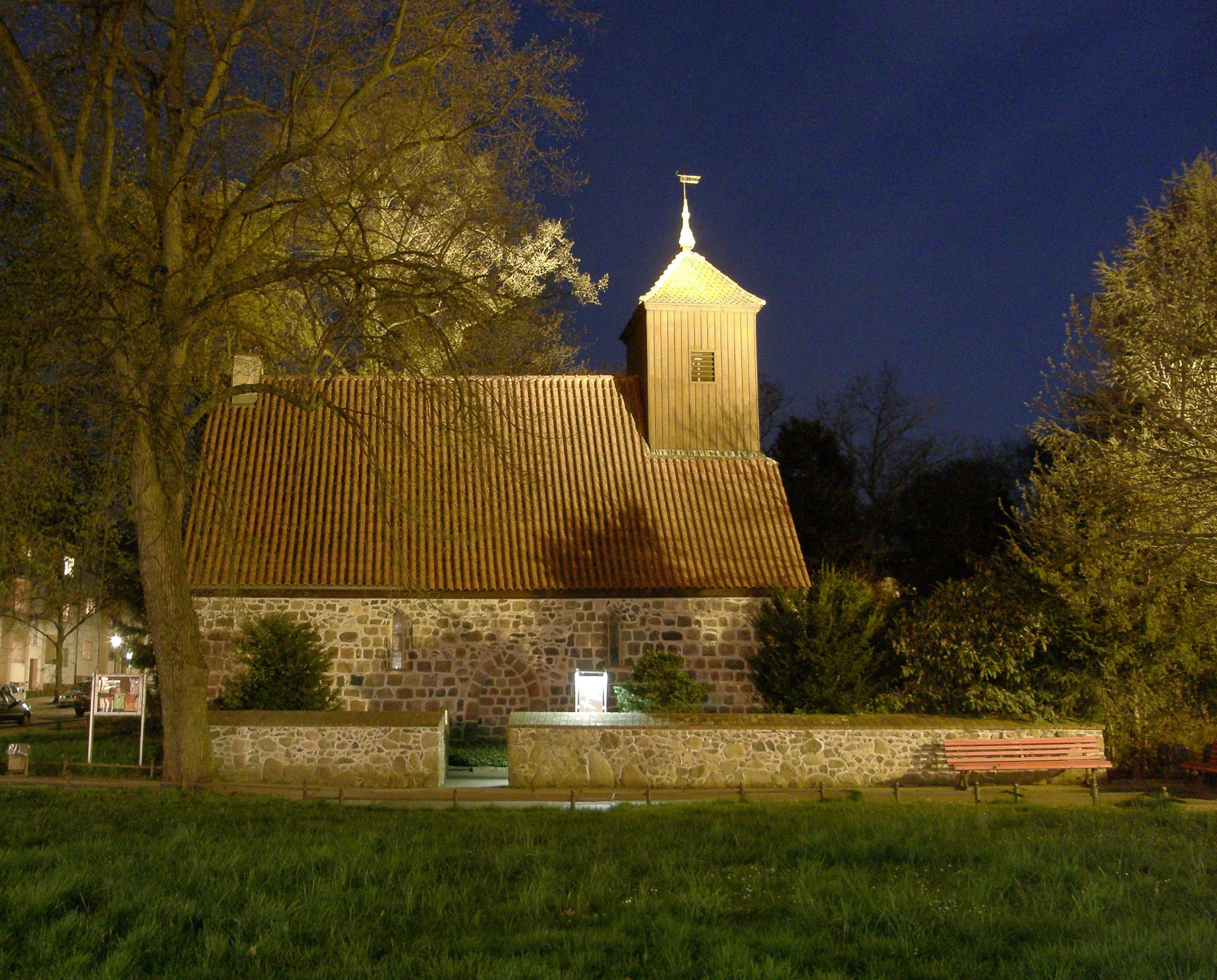
Nachtaufnahme der Straßenseite der Kirche
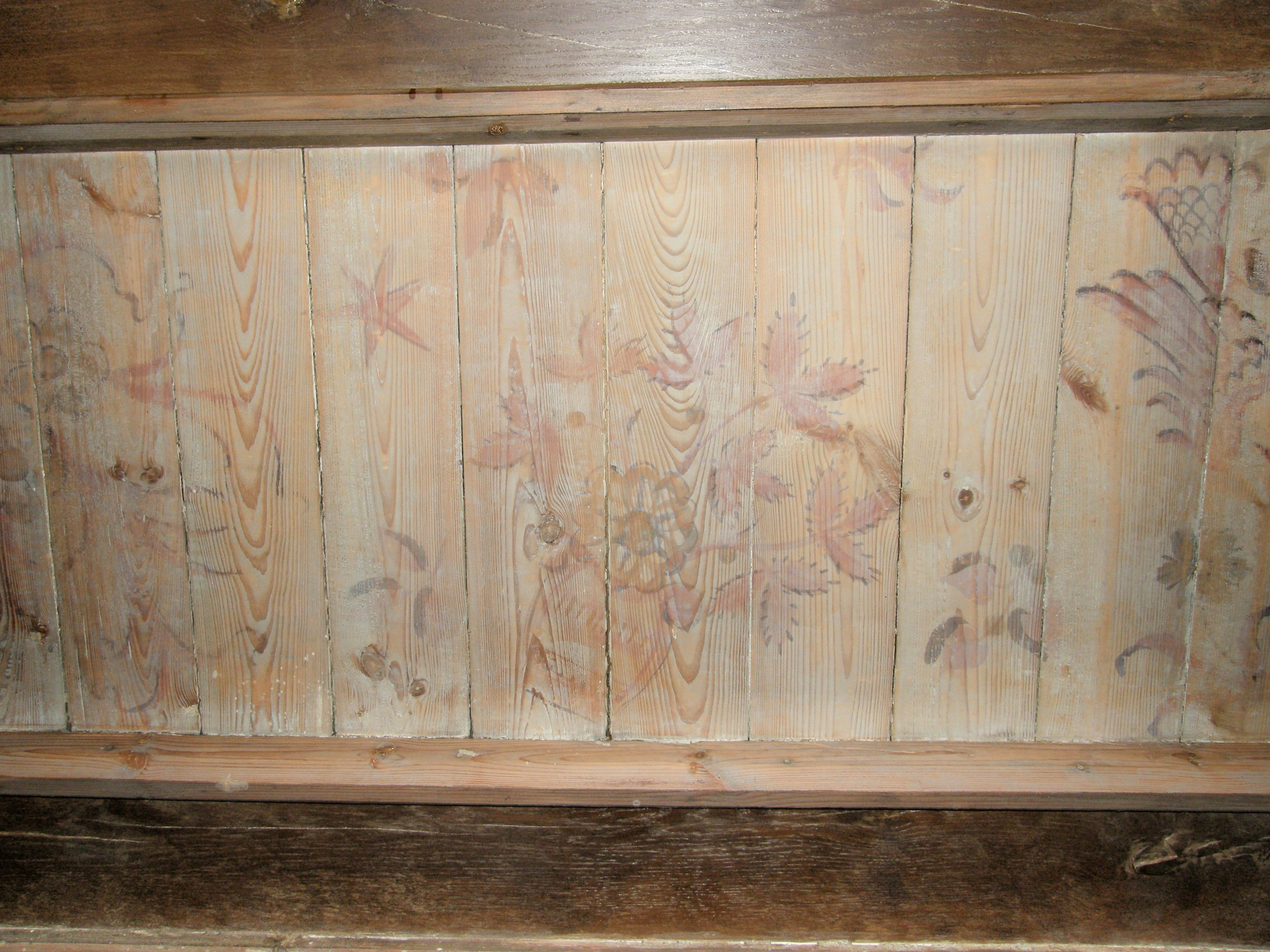
Reste der Deckenbemalung aus den 1930er Jahren
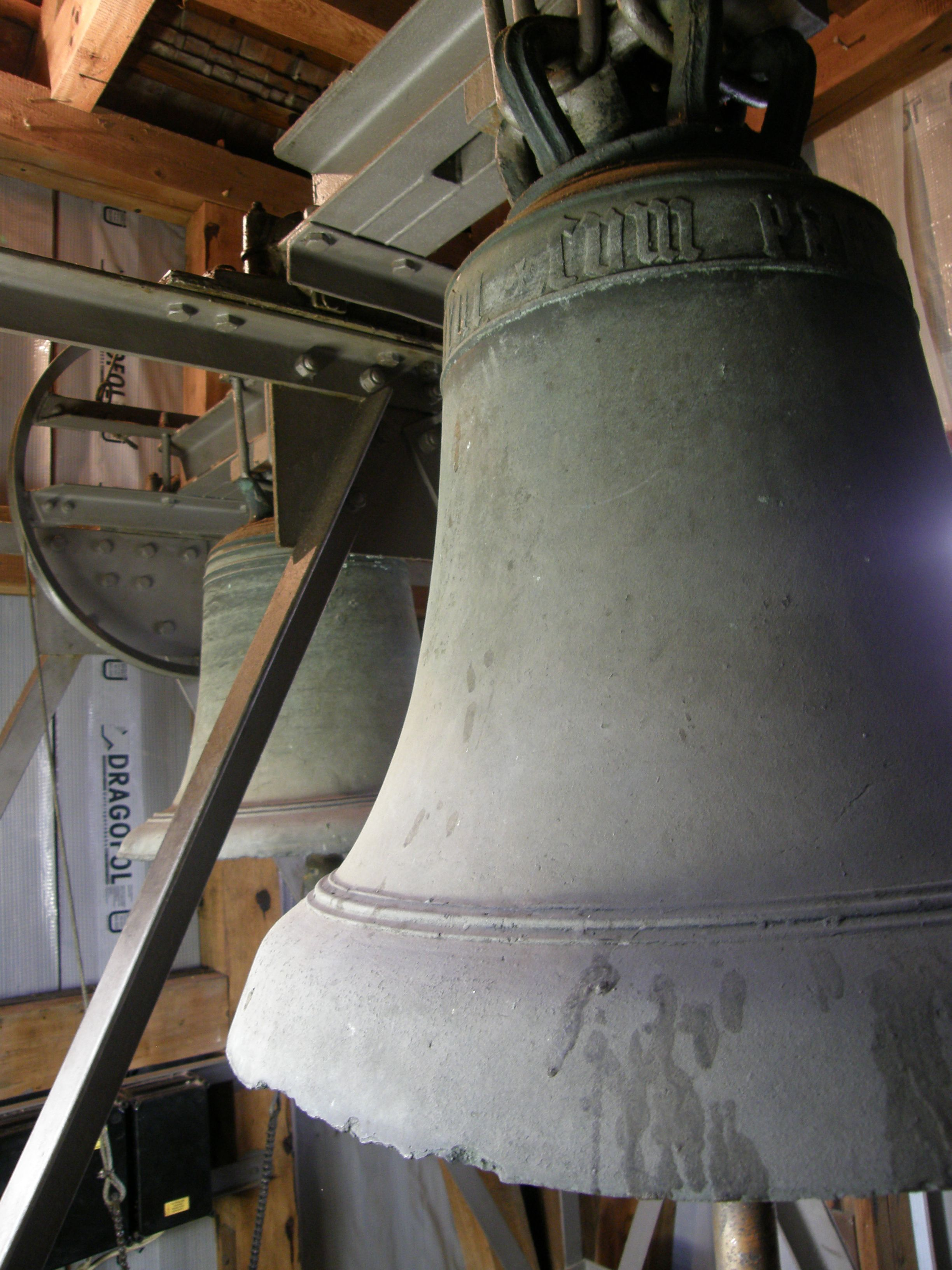
Glockenstuhl
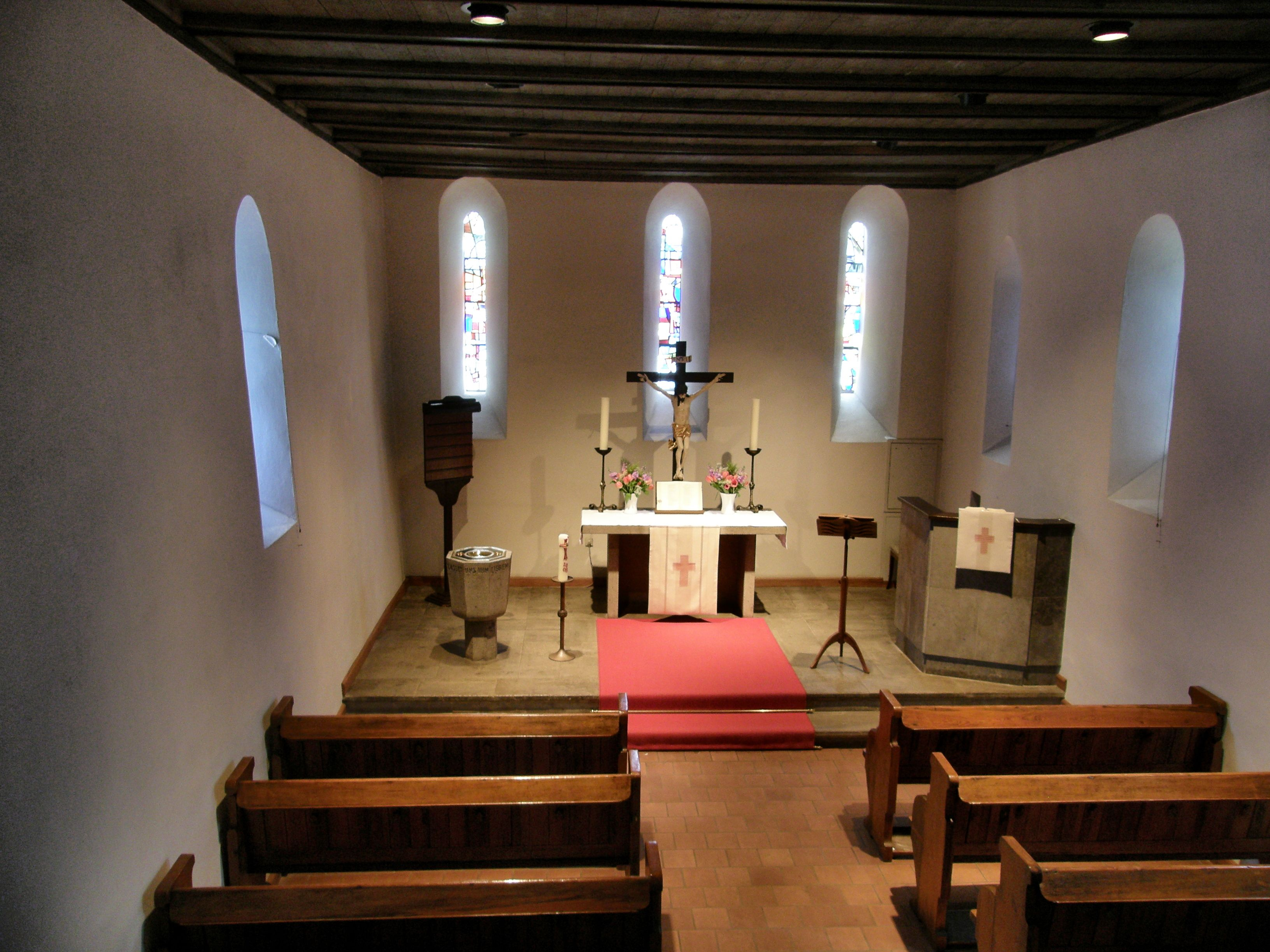
Innenraum in der heutigen Ausgestaltung
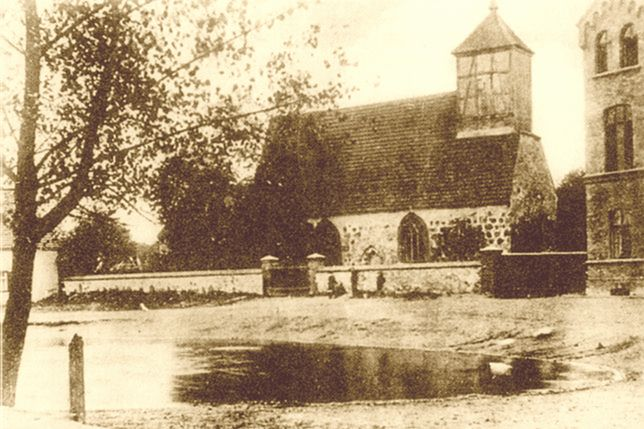
Dorfkirche und Löschwasserteich um 1880
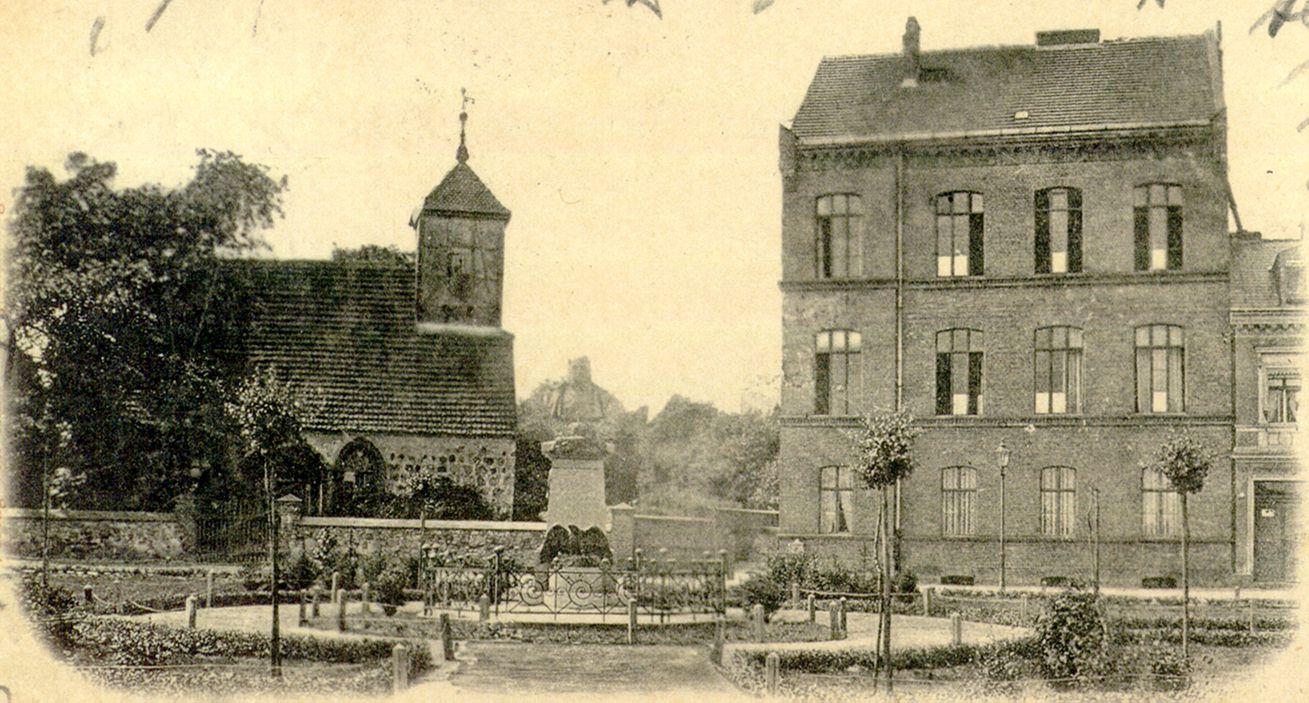
Dorfkirche und Schulgebäude mit Denkmal für Kaiser Wilhelm I. 1899